# Cercomacra manu
Cercomacra manu là một loài chim trong họ Thamnophilidae.